# 特撮研究所
株式会社特撮研究所（とくさつけんきゅうじょ）は、映画やテレビ作品のSFXやVFXを手掛ける日本の会社である。

## 概要
1965年（昭和40年）に矢島信男が創設し、現在の代表取締役社長は「スーパー戦隊シリーズ」などの特撮監督でも知られる佛田洋が務めている。三池敏夫、高橋政千、尾上克郎らが所属している。
東映東京撮影所の敷地内に存在することから東映作品への参加が圧倒的に多いが、東映専属や関連会社ではないため、他社作品へも積極的に参加している。
尾上は、規模がコンパクトであることが特徴であるといい、全体に意志疎通が行えることが利点であるとしている。また、通常の特撮現場ではセットを組み立ててからカメラワークなどを決めているが、特撮研究所では効率を重視した矢島の意向により、ギミックとカメラワークを決めてから必要な部分だけセットを飾っている。

## 主な人物
- 矢島信男（創立者・故人）
- 尾上克郎（取締役）
- 佛田洋（代表者）

## 劇場映画
- 海底大戦争（1966年、監督:佐藤肇、制作：RAM、東映東京制作所）※日米合作のテレフィーチャーを劇場公開
- ケロヨンの大自動車レース（1968年、総監督：藤城清治、制作：木馬座）
- ジャッカー電撃隊VSゴレンジャー（1978年、監督：田口勝彦、製作：東映生田スタジオ）
- 宇宙からのメッセージ（1978年、監督：深作欣二、制作：東映テレビ事業部、東北新社、東映太秦映画村）
- 真田幸村の謀略（1979年、監督：中島貞夫、制作：東映京都撮影所）
- 地獄（1979年、監督：神代辰巳、制作：東映京都撮影所）
- 夜叉ヶ池（1979年、監督：篠田正浩、制作：松竹大船撮影所）
- 服部半蔵 影の軍団（1980年、監督：工藤栄一、制作：東映京都撮影所）
- 仮面ライダーシリーズ
  - 仮面ライダー 8人ライダーVS銀河王（1980年、監督：平山公夫、東映テレビ事業部）
  - 劇場版 仮面ライダースーパー1（1981年、監督：山田稔、制作：東映テレビ事業部、東映東京制作所）
  - 仮面ライダーJ（1994年、監督：雨宮慶太、制作：バンダイビジュアル、東映ビデオ、東映東京撮影所）
  - 劇場版 仮面ライダーアギト PROJECT G4（2001年、監督：田﨑竜太、制作：テレビ朝日、東映、東映ビデオ）
- 魔界転生（1981年、監督：深作欣二、制作：角川春樹事務所、東映京都撮影所）
- 里見八犬伝（1983年、監督：深作欣二、制作：角川春樹事務所、東映京都撮影所）
- 空海（1984年、監督：佐藤純彌、制作：全真言宗青年連盟映画製作本部、東映京都撮影所）
- 上海バンスキング（1984年、監督：深作欣二、制作：テレビ朝日、シネセゾン、松竹大船撮影所）
- 走れメロス（1992年、監督：おおすみ正秋、制作：朝日新聞社、テレビ朝日、新潮社、電通、鉄鋼ビルディング、ビジュアル80）
- 未来の思い出 Last Christmas（1992年、監督：森田芳光、製作：光和インターナショナル）
- 地獄堂霊界通信（1996年、監督：那須博之、制作：東映ビデオ、東映東京撮影所）
- パワーレンジャー・ターボ・映画版・誕生!ターボパワー（1997年、監督：デヴィッド・ウィニング、シュキ・レヴィ、制作：サバン・エンターテイメント、東映）
- 北京原人 Who are you?（1997年、監督：佐藤純彌、制作：「北京原人 Who are you?」製作委員会、東映東京撮影所）
- あぶない刑事フォーエヴァー THE MOVIE（1998年、監督：成田裕介、制作：「あぶない刑事」製作委員会、東映東京撮影所）
- アナザヘヴン（2000年、監督：飯田譲治、制作：アナザヘヴン・フィルムパートナーズ）
- さくや妖怪伝（2000年、監督：原口智生、制作：トワーニ、シネバザール、京都映画撮影所）
- 長崎ぶらぶら節（2000年、監督：深町幸男、制作：「長崎ぶらぶら節」製作委員会、東映京都撮影所）
- 陰陽師（2001年、監督：滝田洋二郎、制作：「陰陽師」製作委員会、東北新社クリエイツ、京都映画撮影所）
- 千年の恋 ひかる源氏物語（2001年、監督：堀川とんこう、制作：「千年の恋」プロジェクト委員会、東映京都撮影所）
- リターナー（2002年、監督：山崎貴、制作：フジテレビ、アミューズ）
- 明日があるさ THE MOVIE（2002年、監督：岩本仁志、制作：「明日があるさ THE MOVIE」製作委員会、日活撮影所、東映東京撮影所）
- T.R.Y.（2003年、監督：大森一樹、製作会社：「T．R．Y．」パートナーズ、製作協力：東映東京撮影所、中国電影合作制片公司、中国上海電影集団公司
- 魔界転生（2003年、監督：平山秀幸、制作：「魔界転生」製作委員会、東映京都撮影所）
- 陰陽師II（2003年、監督：滝田洋二郎、制作：「陰陽師」製作委員会、東北新社クリエイツ、京都映画撮影所）
- デビルマン（2004年、監督：那須博之、制作：「デビルマン」製作委員会、東映東京撮影所）
- ローレライ（2005年、監督：樋口真嗣、製作：フジテレビジョン、東宝、関西テレビ放送、キングレコード）
- 男たちの大和/YAMATO（2005年、監督：佐藤純彌、制作：「男たちの大和/YAMATO」製作委員会、東映京都撮影所）
- 日本沈没（2006年、監督：樋口真嗣、製作：映画「日本沈没」製作委員会）
- 日本以外全部沈没（2006年、監督：河崎実、制作：「日本以外全部沈没」製作委員会）
- 俺は、君のためにこそ死ににいく（2007年、監督：新城卓、製作：「俺は、君のためにこそ死ににいく」製作委員会、東映東京撮影所）
- 茶々　天涯の貴妃（2007年、監督：橋本一、配給：東映）
- ハッピーフライト（2008年、監督：矢口史靖、制作：フジテレビジョン、アルタミラピクチャーズ、東宝、電通）
- 聯合艦隊司令長官山本五十六（2011年、監督：成島出、製作：「山本五十六」製作委員会）
- 巨神兵東京に現わる（2012年、監督：樋口真嗣、制作：カラー、スタジオジブリ）
- のぼうの城（2012年、監督：犬童一心、樋口真嗣、製作：『のぼうの城』フィルムパートナーズ）
- 宇宙兄弟（2012年、監督：森義隆、製作：「宇宙兄弟」製作委員会、東宝映画）
- 小さいおうち（2014年、監督：山田洋次、製作： 松竹）
- WOOD JOB! 〜神去なあなあ日常〜　(2014年、監督：矢口史靖、製作：「WOOD JOB! 〜神去なあなあ日常〜」製作委員会)
- アウターマン（2015年、監督：河崎実、制作：有限会社リバートップ）
- 海難1890（2015年、監督：田中光敏、製作：Ertugrul Film Partners（「海難1890」製作委員会））
- シン・ゴジラ　(2016年、総監督：庵野秀明、製作・配給：東宝)
- 北の桜守（2018年、監督：滝田洋二郎、製作：「北の桜守」製作委員会）
- BLEACH 死神代行篇（2018年、監督：佐藤信介、製作：映画「BLEACH」製作委員会）※メインタイトル刀撮影
- 三大怪獣グルメ（2020年、監督：河崎実、製作：「三大怪獣グルメ」製作委員会）
- スーパー戦闘 純烈ジャー（2021年、監督：佛田洋、制作：特撮研究所、製作・配給：東映ビデオ）

## テレビシリーズ
- スパイキャッチャーJ3（1965-66年：NETテレビ、制作：東映東京制作所）
- 悪魔くん（1966-67年：NETテレビ、制作：東映東京制作所）
- キャプテンウルトラ（1967年：TBS、制作：東映東京制作所）
- ジャイアントロボ（1967-68年：NETテレビ、制作：東映東京制作所）
- 河童の三平 妖怪大作戦（1968-69年：NETテレビ、制作：東映テレビプロダクション→東映東京制作所）
- スペクトルマン（1971-72年：フジテレビ、制作：ピー・プロダクション）
- 快傑ライオン丸（1972-73年：フジテレビ、制作：ピー・プロダクション）※第1話のみ
- 人造人間キカイダー（1972-73年：NETテレビ、制作：東映テレビプロダクション）
- キカイダー01（1973-74年：NETテレビ、制作：東映テレビプロダクション）
- がんばれ!!ロボコン（1974年 - 1977年：NETテレビ、制作：東映テレビプロダクション）
- コンドールマン（1975年：NETテレビ、制作：東映テレビプロダクション）
- スーパー戦隊シリーズ
  - 秘密戦隊ゴレンジャー（1975-77年：NETテレビ、制作：東映生田スタジオ）
  - ジャッカー電撃隊（1977年：テレビ朝日、制作：東映生田スタジオ）
  - バトルフィーバーJ（1979-80年：テレビ朝日、東映エージエンシー、制作：東映テレビプロダクション）
  - 電子戦隊デンジマン（1980-81年：テレビ朝日、東映エージエンシー、制作：東映テレビプロダクション）
  - 太陽戦隊サンバルカン（1981-82年：テレビ朝日、東映エージエンシー、制作：東映テレビプロダクション）
  - 大戦隊ゴーグルファイブ（1982-83年：テレビ朝日、東映エージエンシー、制作：東映テレビプロダクション）
  - 科学戦隊ダイナマン（1983-84年：テレビ朝日、東映エージエンシー、制作：東映テレビプロダクション）
  - 超電子バイオマン（1984-85年：テレビ朝日、東映エージエンシー、制作：東映テレビプロダクション）
  - 電撃戦隊チェンジマン（1985-86年：テレビ朝日、東映エージエンシー、制作：東映テレビプロダクション）
  - 超新星フラッシュマン（1986-87年：テレビ朝日、東映エージエンシー、制作：東映テレビプロダクション）
  - 光戦隊マスクマン（1987-88年：テレビ朝日、東映エージエンシー、制作：東映テレビプロダクション）
  - 超獣戦隊ライブマン(1988-89年：テレビ朝日、東映エージエンシー、制作：東映テレビプロダクション）
  - 高速戦隊ターボレンジャー（1989-90年：テレビ朝日、東映エージエンシー、制作：東映テレビプロダクション）
  - 地球戦隊ファイブマン（1990-91年：テレビ朝日、東映エージエンシー、制作：東映テレビプロダクション）
  - 鳥人戦隊ジェットマン（1991-92年：テレビ朝日、東映エージエンシー、制作：東映テレビプロダクション）
  - 恐竜戦隊ジュウレンジャー（1992-93年：テレビ朝日、東映エージエンシー、制作：東映テレビプロダクション）
  - 五星戦隊ダイレンジャー（1993-94年：テレビ朝日、東映エージエンシー、制作：東映テレビプロダクション）
  - 忍者戦隊カクレンジャー（1994-95年：テレビ朝日、東映エージエンシー、制作：東映テレビプロダクション）
  - 超力戦隊オーレンジャー（1995-96年：テレビ朝日、東映エージエンシー、制作：東映テレビプロダクション）
  - 激走戦隊カーレンジャー（1996-97年：テレビ朝日、東映エージエンシー、制作：東映テレビプロダクション）
  - 電磁戦隊メガレンジャー（1997-98年：テレビ朝日、東映エージエンシー、制作：東映テレビプロダクション）
  - 星獣戦隊ギンガマン（1998-99年：テレビ朝日、東映エージエンシー、制作：東映テレビプロダクション）
  - 救急戦隊ゴーゴーファイブ（1999-2000年：テレビ朝日、東映エージエンシー、制作：東映テレビプロダクション）
  - 未来戦隊タイムレンジャー（2000-01年：テレビ朝日、東映エージエンシー、制作：東映テレビプロダクション）
  - 百獣戦隊ガオレンジャー（2001-02年：テレビ朝日、東映エージエンシー、制作：東映テレビプロダクション）
  - 忍風戦隊ハリケンジャー（2002-03年：テレビ朝日、東映エージエンシー、制作：東映テレビプロダクション）
  - 爆竜戦隊アバレンジャー（2003-04年：テレビ朝日、東映エージエンシー、制作：東映テレビプロダクション）
  - 特捜戦隊デカレンジャー（2004-05年：テレビ朝日、東映エージエンシー、制作：東映テレビプロダクション）
  - 魔法戦隊マジレンジャー（2005-06年：テレビ朝日、東映エージエンシー、制作：東映テレビプロダクション）
  - 轟轟戦隊ボウケンジャー（2006-07年：テレビ朝日、東映エージエンシー、制作：東映テレビプロダクション）
  - 快盗戦隊ルパンレンジャーVS警察戦隊パトレンジャー(2018年-:tv asahi、東映AG、制作:東映テレビプロダクション)
- 仮面ライダーシリーズ
  - 仮面ライダーストロンガー（1975年：毎日放送、制作：東映生田スタジオ）
  - 仮面ライダー（1979-80年：毎日放送、制作：東映東京制作所）
  - 仮面ライダーBLACK（1987-88年：毎日放送、制作：東映テレビプロダクション）
  - 仮面ライダーBLACK RX（1988-89年：毎日放送、制作：東映テレビプロダクション）
  - 仮面ライダー龍騎（2002-03年：テレビ朝日、ADK、制作：東映テレビプロダクション）
  - 仮面ライダー555（2003-04年：テレビ朝日、ADK、制作：東映テレビプロダクション）
  - 仮面ライダー剣（2004-05年：テレビ朝日、ADK、制作：東映テレビプロダクション）
  - 仮面ライダーカブト（2006-07年：テレビ朝日、ADK、制作：東映テレビプロダクション）
  - 仮面ライダージオウ(2018年-:tv asahi、ADK、制作:東映テレビプロダクション)
- アクマイザー3（1975-76年：NETテレビ、東映エージエンシー、制作：東映生田スタジオ）
- 宇宙鉄人キョーダイン（1976-77年：毎日放送、制作：東映東京制作所）
- ザ・カゲスター（1976年：NETテレビ、大広、制作：東映東京制作所）
- 超神ビビューン（1976-77年：NETテレビ、東映エージエンシー、制作：東映生田スタジオ）
- 忍者キャプター（1976-77年：東京12チャンネル、東映エージエンシー、制作：東映テレビプロダクション）
- 5年3組魔法組（1976-77年：NETテレビ、大広、制作：東映東京制作所）
- 快傑ズバット（1977年：東京12チャンネル、東映エージエンシー、制作：東映テレビプロダクション）
- 大鉄人17（1977年：毎日放送、制作：東映生田スタジオ）
- 冒険ファミリー ここは惑星0番地（1977-78年：テレビ朝日、東映エージエンシー、制作：東映テレビプロダクション）
- スパイダーマン（1978-79年：東京12チャンネル、東映エージエンシー、制作：東映東京制作所）
- 宇宙からのメッセージ銀河大戦（1978-79年：テレビ朝日、制作：東映京都テレビプロダクション）
- 科学冒険隊タンサー5（1979-80年：東京12チャンネル、東急エージェンシー、制作：日本サンライズ）
- メタルヒーローシリーズ
  - 宇宙刑事ギャバン（1982-83年：テレビ朝日、旭通信社、制作：東映テレビプロダクション）
  - 宇宙刑事シャリバン（1983-84年：テレビ朝日、旭通信社、制作：東映テレビプロダクション）
  - 宇宙刑事シャイダー（1984-85年：テレビ朝日、旭通信社、制作：東映テレビプロダクション）
  - 巨獣特捜ジャスピオン（1985-86年：テレビ朝日、旭通信社、制作：東映テレビプロダクション）
  - 時空戦士スピルバン（1986-87年：テレビ朝日、旭通信社、制作：東映テレビプロダクション）
  - 超人機メタルダー（1987-88年：テレビ朝日、旭通信社、制作：東映テレビプロダクション）
  - 機動刑事ジバン（1989-90年：テレビ朝日、ASATSU、制作：東映テレビプロダクション）
  - 特警ウインスペクター（1990-91年：テレビ朝日、ASATSU、制作：東映テレビプロダクション）
  - 特救指令ソルブレイン（1991-92年：テレビ朝日、ASATSU、制作：東映テレビプロダクション）
  - 特捜エクシードラフト（1992-93年：テレビ朝日、ASATSU、制作：東映テレビプロダクション）
  - 特捜ロボ ジャンパーソン（1993-94年：テレビ朝日、ASATSU、制作：東映テレビプロダクション）
  - ブルースワット（1994-95年：テレビ朝日、ASATSU、制作：東映テレビプロダクション）
  - 重甲ビーファイター（1995-96年：テレビ朝日、ASATSU、制作：東映テレビプロダクション）
  - ビーファイターカブト（1996-97年：テレビ朝日、ASATSU、制作：東映テレビプロダクション）
  - ビーロボカブタック（1997-98年：テレビ朝日、ASATSU、制作：東映テレビプロダクション）
  - テツワン探偵ロボタック（1998-99年：テレビ朝日、ASATSU、制作：東映テレビプロダクション）
- バッテンロボ丸（1982-83年：フジテレビ、読売広告社、制作：東映東京制作所）
- 星雲仮面マシンマン（1984年：日本テレビ、読売広告社、制作：東映テレビプロダクション）
- 兄弟拳バイクロッサー（1985年：日本テレビ、読売広告社、制作：東映テレビプロダクション）
- おもいっきり探偵団 覇悪怒組（1987年：フジテレビ、読売広告社、制作：東映東京制作所）
- じゃあまん探偵団 魔隣組（1988年：フジテレビ、読売広告社、制作：東映東京制作所）
- 超光戦士シャンゼリオン（1996年：テレビ東京、読売広告社、制作：東映東京制作所）
- 燃えろ!!ロボコン（1999-2000年：テレビ朝日、ADK、制作：東映テレビプロダクション）
- スカイハイ（2003年：テレビ朝日、制作：アミューズ）
- 美少女戦士セーラームーン（2003-04年：中部日本放送、東映エージエンシー、電通、制作：CAZBE）
- スカイハイ2（2004年：テレビ朝日、制作：アミューズ）

## テレフィーチャー
- 土曜ワイド劇場 超高層ホテル殺人事件 空白のアリバイ（1982年：テレビ朝日、監督：齋藤武市、制作：角川春樹事務所、東映テレビプロダクション）

## オリジナルビデオ
- 妖怪奇伝ゲゲゲの鬼太郎 魔笛エロイムエッサイム（1987年：東映ビデオ、監督：小林義明、制作：東映東京制作所）
- 女バトルコップ（1990年：東映ビデオ、東北新社、セガ、監督：岡本明久、制作：東映東京制作所）
- 真・仮面ライダー 序章（1992年：バンダイビジュアル、監督：辻理、制作：東映東京制作所）
- 大予言/復活の巨神（1992年：バンダイビジュアル、監督：小林義明、制作：東映東京制作所）
- 超特撮!美乳サンタのプレゼント（2000年仲谷かおり主演のイメージビデオ）

## Web配信
- シリーズ怪獣区 ギャラス（2019年：東映特撮ファンクラブ、監督：小串遼太郎、制作：東映）